# Ronde van Vlaanderen 2009/Startlijst
Onderstaand het deelnemersveld van de 93e Ronde van Vlaanderen verreden op 5 april 2009. Stijn Devolder (Quick-Step) kwam in Meerbeke als winnaar over de streep. De Belg won ook de vorige editie. De vijfentwintig deelnemende ploegen konden acht renners selecteren. De Nederlandse Rabobank was de enige ploeg die met acht man eindigde.

## Ploegen
| K = Kopman | DNF = Niet uitgereden | Buiten tijd = Buiten tijdslimiet aangekomen | Vb. = Nationale kampioen op de weg 2008 |

### Quick-Step–Innergetic
Stijn Devolder 

 Carlos Barredo DNF

 Tom Boonen K

 Sylvain Chavanel

 Kevin De Weert

 Matteo Tosatto

 Kevin Van Impe

 Maarten Wynants

### AG2r–La Mondiale
Aurélien Clerc DNF

 Renaud Dion DNF

 Martin Elmiger

 Sébastien Hinault

 Lloyd Mondory DNF

 Cédric Pineau DNF

 Stéphane Poulhiès DNF

 Gatis Smukulis Buiten tijd

### Astana
Asan Bazajev 

 Valeri Dmitriev DNF

 Maksim Iglinski

 Dmitri Moeravjov

 Berik Köpeşov DNF

 Michael Schär

 Bolat Raimbekov DNF

 Grégory Rast

### Barloworld–Bianchi
Diego Caccia Buiten tijd

 Patrick Calcagni

 Steve Cummings

 Daryl Impey

 Robert Hunter DNF

 Paolo Longo Borghini

 Carlo Scognamiglio DNF

Met zeven renners gestart

### Bbox–Bouygues
Steve Chainel

 Mathieu Claude

 Yohann Gène DNF

 Saïd Haddou

 Arnaud Labbe

 Rony Martias DNF

 Alexandre Pichot

 Sébastien Turgot DNF

### Caisse d'Epargne
Rui Costa

 Arnaud Coyot

 Mathieu Drujon

 Imanol Erviti

 José Vicente García Acosta DNF

 Marlon Pérez

 Nicolas Portal DNF

 José Joaquín Rojas DNF

### Cervélo TestTeam
Roger Hammond

 Heinrich Haussler 

 Jeremy Hunt

 Thor Hushovd K DNF

 Andreas Klier

 Daniel Lloyd

 Gabriel Rasch

 Hayden Roulston DNF

### Cofidis, le Crédit en Ligne
Alexandre Blain DNF

 Florent Brard

 Hervé Duclos-Lassalle DNF

 Leonardo Duque Buiten tijd

 Sébastien Minard

 Aljaksandr Oesaw DNF

 Sébastien Portal DNF

 Romain Villa DNF

### Columbia–HTC
Edvald Boasson Hagen

 Marcus Burghardt K

 Bernhard Eisel

 Bert Grabsch DNF

 George Hincapie

 Mark Renshaw DNF

 Vicente Reynes DNF

 Marcel Sieberg

### Euskaltel–Euskadi
Josu Agirre DNF

 Koldo Fernández

 Aitor Galdós Buiten tijd

 Markel Irizar

 Andoni Lafuente DNF

 Pablo Urtasun DNF

Met zes renners gestart

### La Française des Jeux
Sébastien Chavanel DNF

 Arnaud Gérard

 Anthony Geslin

 Frédéric Guesdon

 Jawhen Hoetarovitsj  DNF

 Mathieu Ladagnous

 Yoann Offredo K

 Wesley Sulzberger

### Fuji–Servetto
Paolo Bailetti DNF

 Ermanno Capelli

 Hilton Clarke DNF

 Iván Domínguez DNF

 Ángel Gómez

 Josep Jufré

 Daniele Nardello K

 Boris Sjpilevski DNF

### Garmin–Slipstream
Steven Cozza

 Huub Duijn

 Michael Friedman DNF

 William Frischkorn

 Martijn Maaskant

 Christopher Sutton

 Julian Dean  DNF

 Svein Tuft Buiten tijd

### Katjoesja
Denis Galimzjanov DNF

 Michail Ignatiev DNF

 Sergej Ivanov 

 Aleksej Markov DNF

 Gennadi Michajlov DNF

 Danilo Napolitano DNF

 Filippo Pozzato K

 Nikolaj Troesov

### Lampre–NGC
Marco Bandiera

 Mauro Da Dalto DNF

 Angelo Furlan DNF

 Mirco Lorenzetto DNF

 Massimiliano Mori Buiten tijd

 Daniele Righi

 Marcin Sapa  Buiten tijd

 Simon Špilak

### Landbouwkrediet–Colnago
Koen Barbé

 David Boucher DNF

 Bert De Waele K

 Denis Flahaut DNF

 Filip Meirhaeghe DNF

 Kevin Neirynck

 Bert Scheirlinckx

 Geert Verheyen

### Liquigas
Daniele Bennati DNF

 Maciej Bodnar DNF

 Enrico Franzoi

 Murilo Fischer

 Aljaksandr Koetsjynski

 Daniel Oss

 Manuel Quinziato

 Frederik Willems

### Team Milram
Gerald Ciolek

 Markus Eichler DNF

 Artur Gajek DNF

 Servais Knaven

 Martin Müller

 Niki Terpstra Buiten tijd

 Martin Velits

 Paul Voss DNF

### Rabobank
Juan Antonio Flecha K

 Matthew Hayman

 Pedro Horrillo

 Sebastian Langeveld

 Nick Nuyens

 Joost Posthuma

 Bram Tankink

 Maarten Tjallingii

### Saxo Bank
Kurt-Asle Arvesen 

 Lars Ytting Bak

 Matti Breschel

 Fabian Cancellara K DNF

 Matthew Goss

 Frank Høj DNF

 Kasper Klostergaard

 Karsten Kroon

### Silence–Lotto
Wilfried Cretskens DNF

 Philippe Gilbert K 

 Leif Hoste

 Sebastian Lang DNF

 Roy Sentjens

 Staf Scheirlinckx

 Greg Van Avermaet

 Johan Vansummeren DNF

### Skil–Shimano
Fumiyuki Beppu DNF

 Roy Curvers

 Bert De Backer

 David Deroo DNF

 Mitchell Docker DNF

 Floris Goesinnen

 Koen de Kort DNF

 Cyril Lemoine

### Topsport Vlaanderen–Mercator
Johan Coenen

 Kristof Goddaert

 Nikolas Maes

 Geert Steurs

 Stijn Neirynck Buiten tijd

 Preben Van Hecke

 Bart Vanheule DNF

 Pieter Vanspeybrouck

### Vacansoleil
Wim De Vocht

 Johnny Hoogerland

 Björn Leukemans K

 Gerben Löwik

 Jens Mouris

 Frederik Veuchelen DNF

 Aart Vierhouten

 Lieuwe Westra

### Vorarlberg–Corratec
Silvère Ackermann Buiten tijd

 René Haselbacher DNF

 Reto Hollenstein

 Philipp Ludescher Buiten tijd

 Daniel Musiol DNF

 Matic Strgar DNF

 Wim Van Huffel

 René Weissinger DNF

## Afbeeldingen

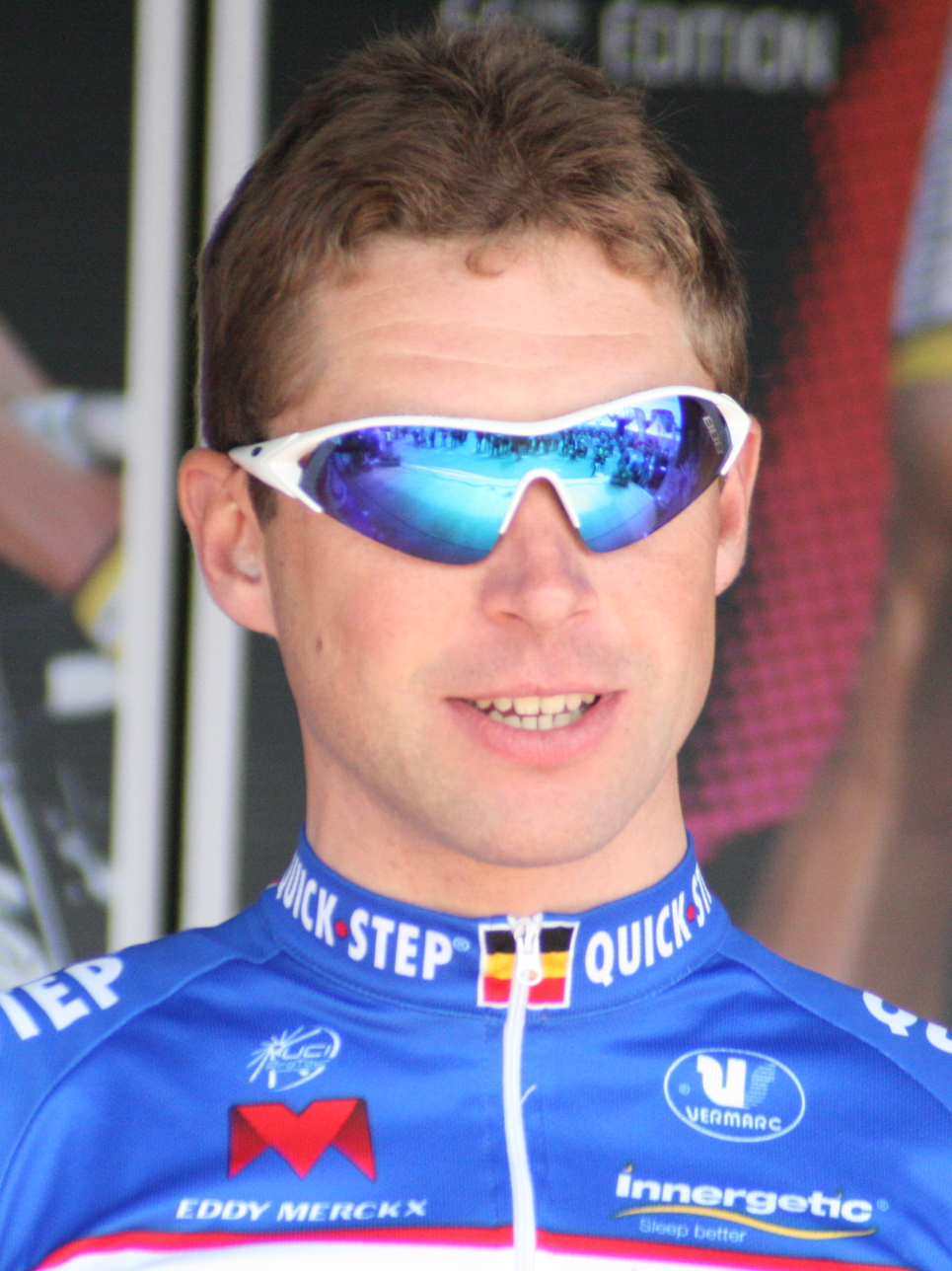
Stijn Devolder
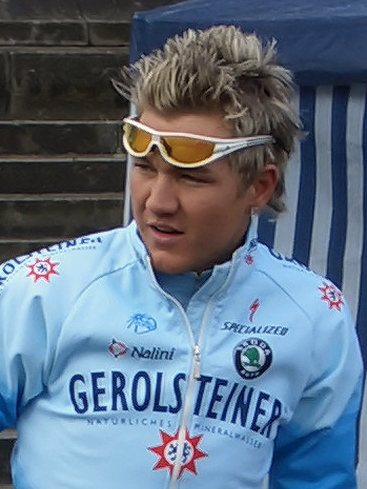
Heinrich Haussler
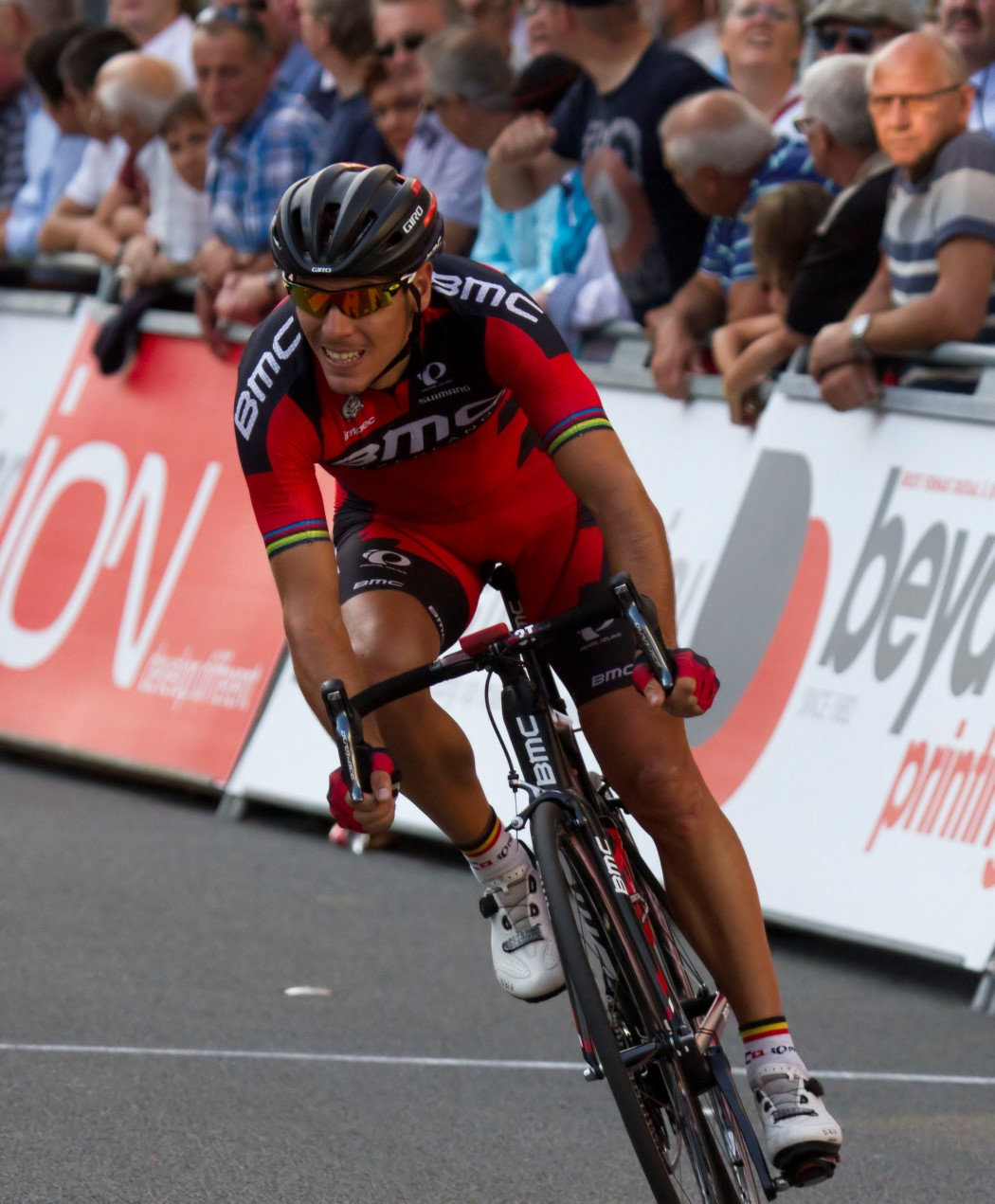
Philippe Gilbert
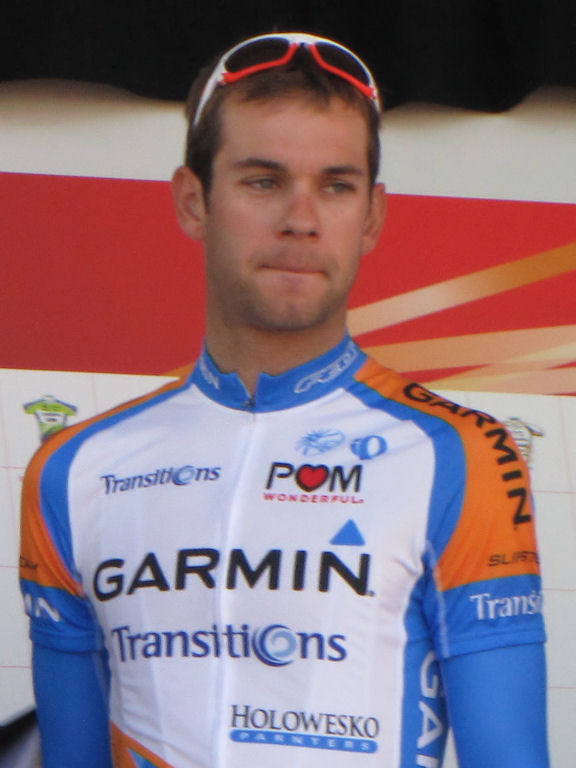
Martijn Maaskant
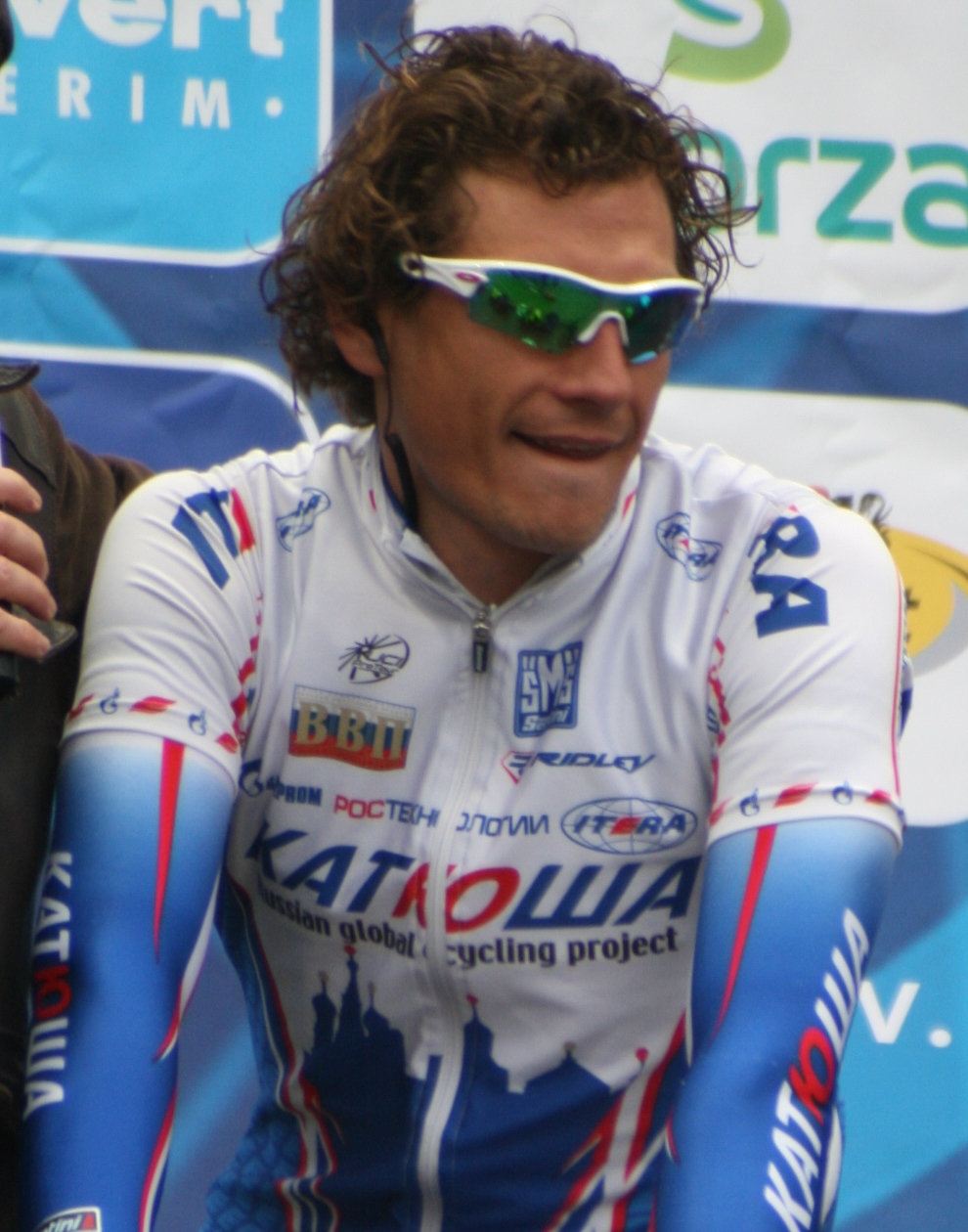
Filippo Pozzato
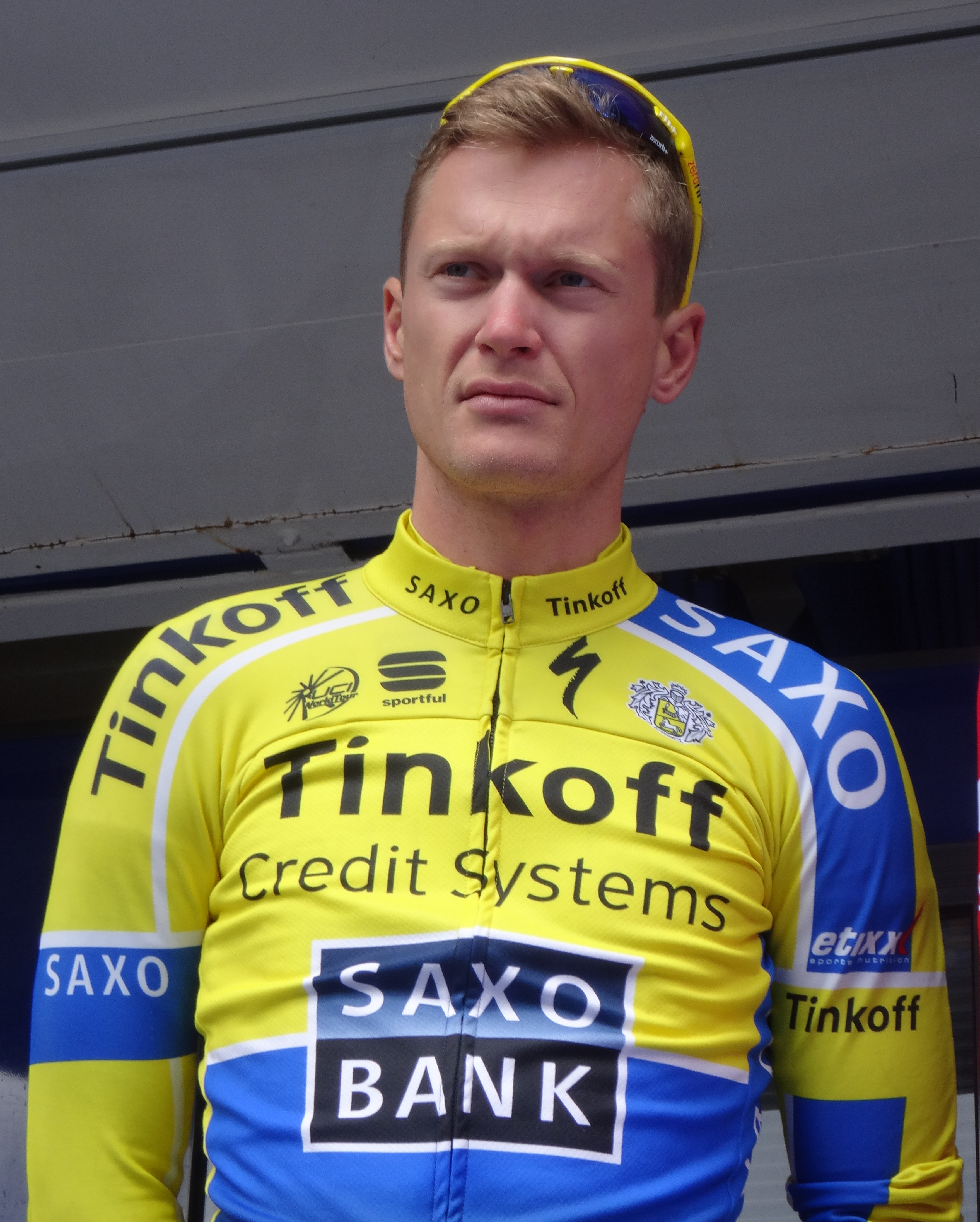
Matti Breschel
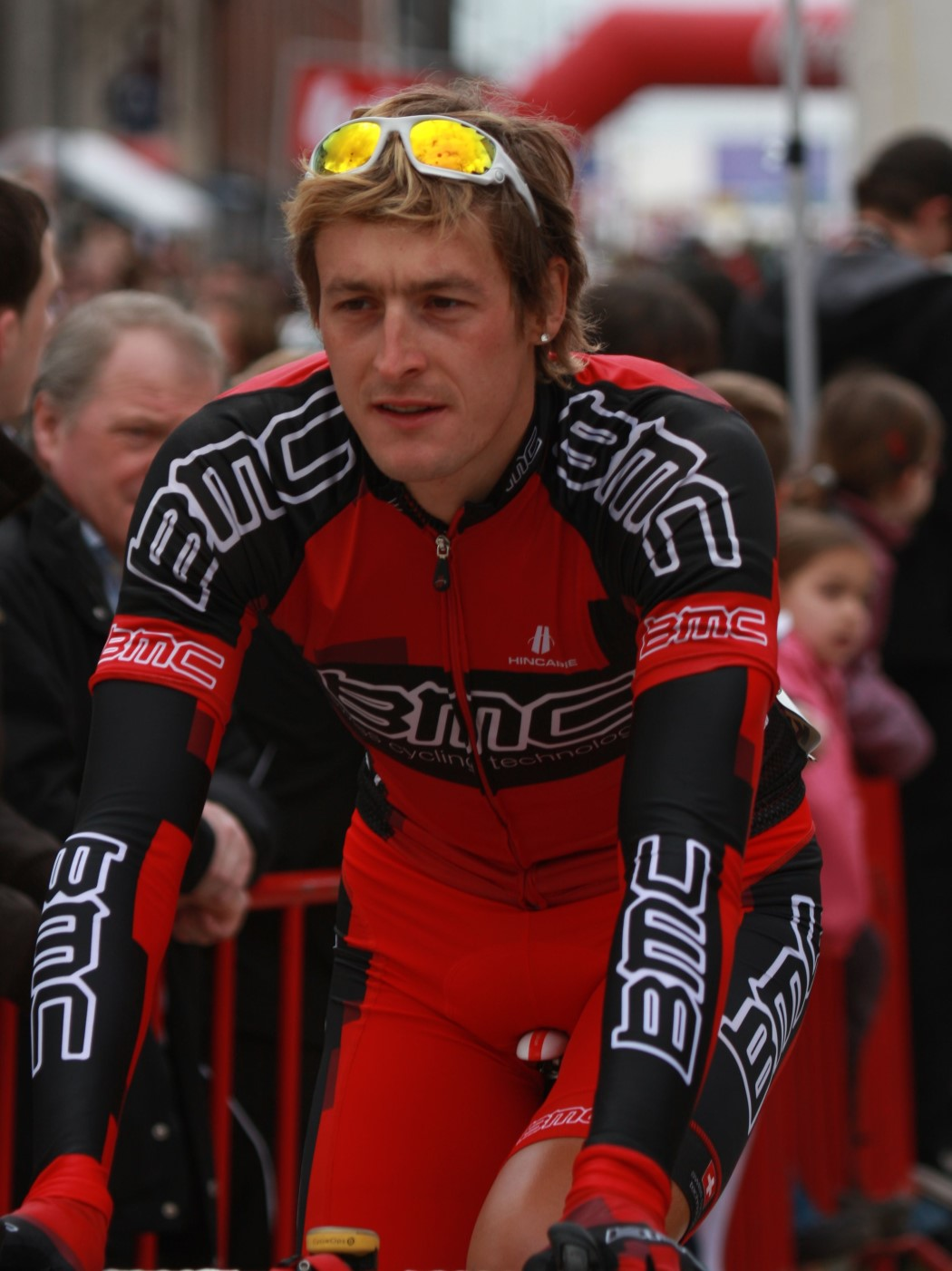
Marcus Burghardt
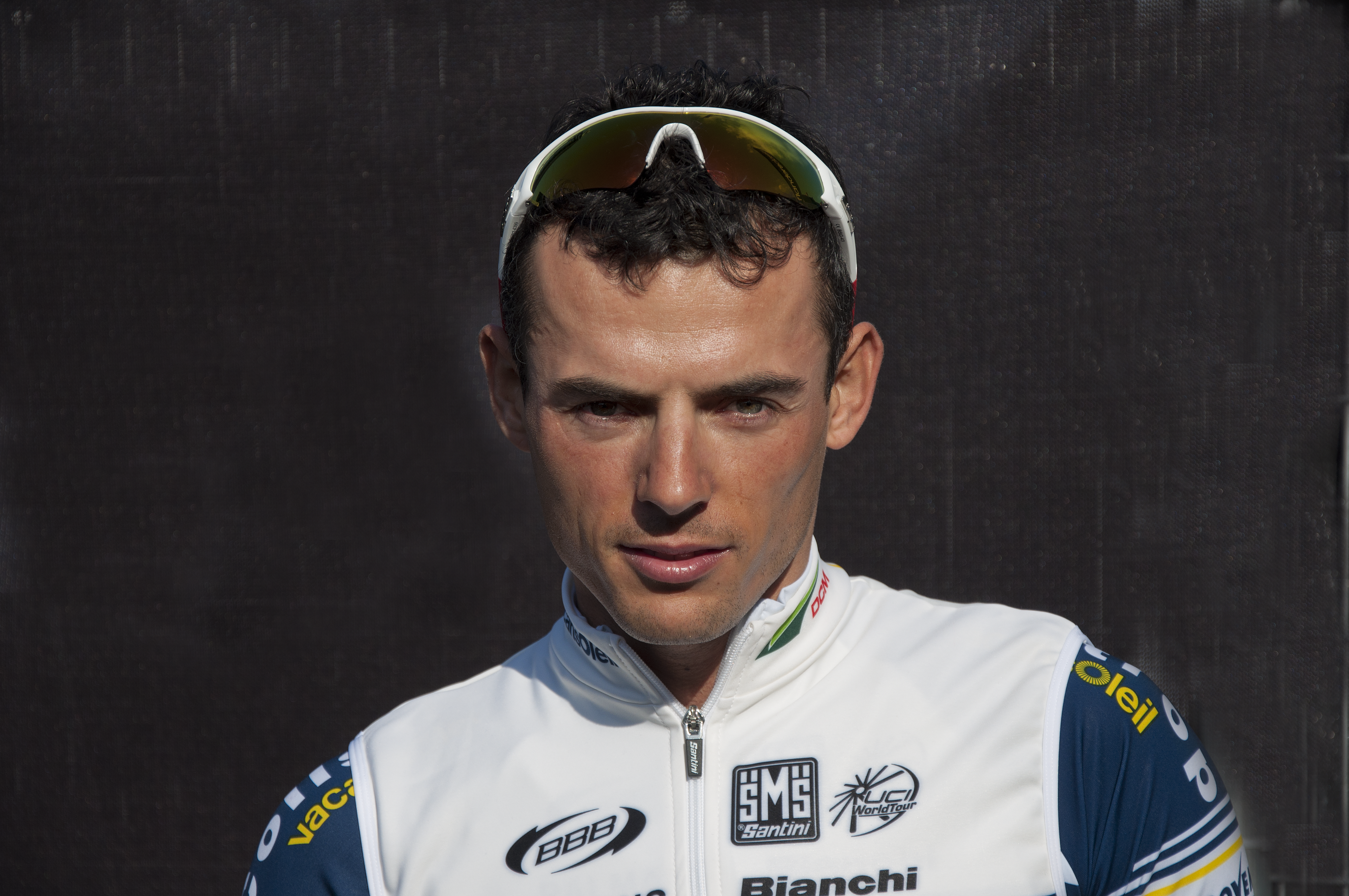
Björn Leukemans
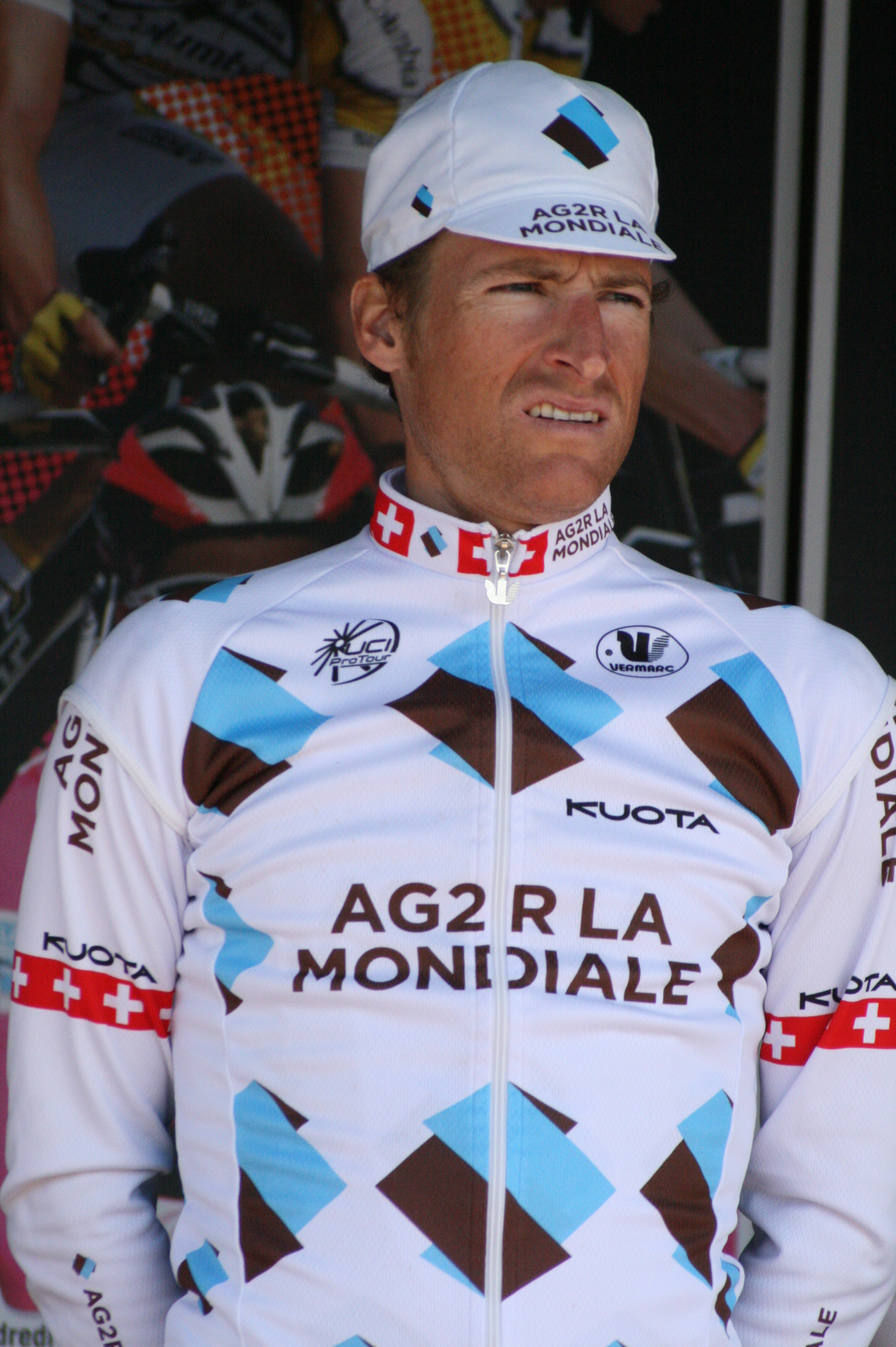
Martin Elmiger
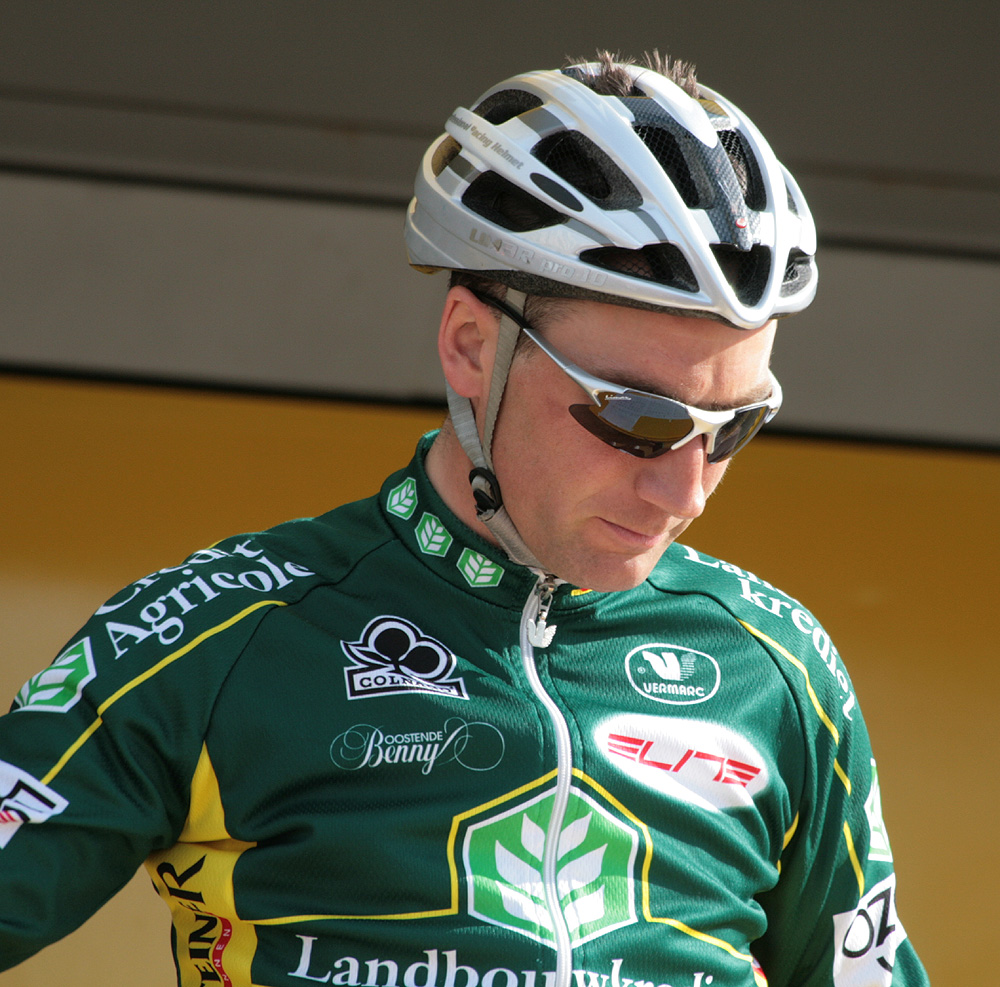
Bert De Waele

1913 · 
1914 · 
1915 · 
1916 · 
1917 · 
1918 · 
1919 · 
1920 · 
1921 · 
1922 · 
1923 · 
1924 · 
1925 · 
1926 · 
1927 · 
1928 · 
1929 · 
1930 · 
1931 · 
1932 · 
1933 · 
1934 · 
1935 · 
1936 · 
1937 · 
1938 · 
1939 · 
1940 · 
1941 · 
1942 · 
1943 · 
1944 · 
1945 · 
1946 · 
1947 · 
1948 · 
1949 · 
1950 · 
1951 · 
1952 · 
1953 · 
1954 · 
1955 · 
1956 · 
1957 · 
1958 · 
1959 · 
1960 · 
1961 · 
1962 · 
1963 · 
1964 · 
1965 · 
1966 · 
1967 · 
1968 · 
1969 · 
1970 · 
1971 · 
1972 · 
1973 · 
1974 · 
1975 · 
1976 · 
1977 · 
1978 · 
1979 · 
1980 · 
1981 · 
1982 · 
1983 · 
1984 · 
1985 · 
1986 · 
1987 · 
1988 · 
1989 · 
1990 · 
1991 · 
1992 · 
1993 · 
1994 · 
1995 · 
1996 · 
1997 · 
1998 · 
1999 · 
2000 · 
2001 · 
2002 · 
2003 · 
2004 · 
2005 · 
2006 · 
2007 · 
2008 · 
2009 · 
2010 · 
2011 · 
2012 · 
2013 · 
2014 · 
2015 · 
2016 · 
2017 · 
2018 · 
2019 · 
2020 · 
2021 · 
2022 · 
2023 · 
2024
Lijst van beklimmingen